# Undercovers
Undercovers ist eine US-amerikanische Fernsehserie über Action-Agenten, die von den Bad Robot Productions, Bonanza Productions und von Warner Bros. Television produziert wird. Die Idee zur Serie hatten J. J. Abrams und Josh Reims. Sie waren die ausführenden Produzenten der Pilotfolge. Bryan Burk, mit dem Abrams bereits häufiger zusammenarbeitete, wirkte ebenfalls mit. Die Serie wurde erstmals am 22. September 2010 auf NBC ausgestrahlt. Undercovers ist die zweite Agenten-Serie von J. J. Abrams nach Alias – Die Agentin.

## Handlung
Fünf Jahre nachdem sie die CIA verließen, um eine Gastronomie zu eröffnen, sind Steven und Samantha Bloom wieder in diesen Beruf zurückgekehrt und bei Carlton Shawn angestellt. Sie übernehmen Missionen, die die reguläre CIA nicht meistern kann. Sie schließen einen Pakt, nie über ihre Vergangenheit zu sprechen. Die Blooms erfahren überraschenderweise bei jeder Mission neue Dinge übereinander. Sie werden unterstützt von Leo Nash, einem Top-Agenten und ehemaligen Freund von Samantha, und Bill Hoyt, einem dämlichen Computer-Experten, welcher außerdem Steven anbetet. Lizzy ist Samanthas Schwester; sie ist eine trockene Alkoholikerin und hält die Gastronomie am Laufen. Sie weiß nichts von Samanthas und Steves Agentenleben.

## Produktion
J. J. Abrams führte in der Pilotfolge Regie. Die Serie wurde als „modernes Hart aber herzlich“ beschrieben. Andrew Kramer arbeitete mit J. J. Abrams zusammen und dachte sich den Serientitel aus. Am 3. Mai bestellte NBC Undercovers als Serie.
Am 4. November 2010 setzte NBC Undercovers ab.

## Besetzung und Synchronisation
Die deutsche Synchronisation entstand im Jahr 2013 unter der Dialogregie von Susanne Boetius durch die Synchronfirma Hermes Synchron GmbH in Potsdam.
| Rollenname     | Folgen   | Schauspieler/in  | Synchronsprecher/in |
| -------------- | -------- | ---------------- | ------------------- |
| Samantha Bloom | 1–13     | Gugu Mbatha-Raw  | Maria Koschny       |
| Steven Bloom   | 1–13     | Boris Kodjoe     | Tobias Kluckert     |
| Bill Hoyt      | 1–13     | Ben Schwartz     | Konrad Bösherz      |
| Lizzy Gilliam  | 1–10, 12 | Mekia Cox        | Anja Stadlober      |
| Leo Nash       | 1–10, 12 | Carter MacIntyre | Tim Knauer          |
| Carlton Shaw   | 1–13     | Gerald McRaney   | Kaspar Eichel       |

## Ausstrahlung

### Vereinigte Staaten
In den USA war die erste und einzige Staffel vom 22. September bis zum 29. Dezember 2010 auf NBC gesendet worden. Es wurden jedoch nur die ersten elf Episoden gezeigt. Die restlichen zwei Folgen wurden erst im Januar 2012 in Australien ausgestrahlt.

### Deutschland
Die RTL Group hat sich die Ausstrahlungsrechte gesichert und strahlte die Serie beim digitalen Spartensender RTL Nitro vom 28. März 2014 bis 18. April 2014 aus.

## Episodenliste
| Nr. | Deutscher Titel                               | Originaltitel           | Erstausstrahlung USA | Deutschsprachige Erstausstrahlung (D) | Regie               | Drehbuch                  |
| --- | --------------------------------------------- | ----------------------- | -------------------- | ------------------------------------- | ------------------- | ------------------------- |
| 1   | Der Name ist Bloom, Samantha und Steven Bloom | Pilot                   | 22. Sep. 2010        | 28. März 2014                         | J. J. Abrams        | J. J. Abrams & Josh Reims |
| 2   | Bombenfieber                                  | Instructions            | 29. Sep. 2010        | 28. März 2014                         | Stephen Williams    | J. J. Abrams & Josh Reims |
| 3   | Streng geheim                                 | Devices                 | 6. Okt. 2010         | 28. März 2014                         | Tucker Gates        | J. J. Abrams & Josh Reims |
| 4   | Im Angesicht der Lügen                        | Jailbreak               | 13. Okt. 2010        | 4. Apr. 2014                          | Anthony Hemingway   | Phil Klemmer              |
| 5   | Liebesgrüße aus Nordkorea                     | Not Without My Daughter | 20. Okt. 2010        | 4. Apr. 2014                          | Dan Attias          | Elwood Reid               |
| 6   | In tödlicher Mission                          | Xerces                  | 27. Okt. 2010        | 4. Apr. 2014                          | Stephen Williams    | Michael Foley             |
| 7   | Eine Lizenz zum Töten                         | Assassin                | 3. Nov. 2010         | 11. Apr. 2014                         | Brad Anderson       | Karin Gist                |
| 8   | Feuerball                                     | Crashed                 | 10. Nov. 2010        | 11. Apr. 2014                         | Rosemary Rodriguez  | Anthony Sparks            |
| 9   | Das Gestern stirbt nie                        | Leo’s Lost Night        | 1. Dez. 2010         | 11. Apr. 2014                         | Frederick E.O. Toye | Alex Katsnelson           |
| 10  | Geldfinger                                    | Funny Money             | 22. Dez. 2010        | 18. Apr. 2014                         | Jonas Pate          | Tracy Bellomo             |
| 11  | Ein Quantum Wahrheit                          | The Key to It All       | 29. Dez. 2010        | 18. Apr. 2014                         | Tucker Gates        | Phil Klemmer              |
| 12  | Im Hauch des Todes                            | Dark Cover              | 2. Jan. 2012         | 18. Apr. 2014                         | Jeff T. Thomas      | Elwood Reid               |
| 13  | Gestorben wird an einem anderen Tag           | The Reason              | 9. Jan. 2012         | 18. Apr. 2014                         | Stephen Williams    | Michael Foley             |